# Cyperus amuricus
Cyperus amuricus là một loài thực vật có hoa trong họ Cói. Loài này được Maxim. mô tả khoa học đầu tiên năm 1859.